# Koevinkje
Het koevinkje  (Aphantopus hyperantus) is een vlinder uit de onderfamilie Satyrinae (zandoogjes en erebia's).

## Kenmerken
Het is een zeer donkere vlinder. Het mannetje is bijna zwart; het vrouwtje is lichter van kleur en daardoor zijn de oogvlekken bij haar beter te zien. Het duidelijkst zijn de oogvlekken waar te nemen aan de onderzijde van de vleugels.
Het is een vrij kleine vlinder (spanwijdte 30–42 mm) met ronde vleugels. De bovenzijde is donkerbruin met een gouden, zijdeachtige glans. De onderzijde is lichtgrijsbruin. De franjes langs de vleugelrand zijn wit. Zowel de voorvleugels als de achtervleugels hebben een wisselend aantal kleine, lichtbruingerande oogvlekken, maar verder geen markeringen. Deze vlekken zijn aan de onderzijde groter dan aan de bovenzijde van de vleugel. Bij de man ontbreken de oogvlekken meestal aan de bovenzijde. De rups is strogeel met een bruine rugstreep en een lichte, bruingerande zijstreep.

## Levenswijze
Het koevinkje vliegt in weilanden en open plekken in het bos, ook in bermen en sloten. Koevinkjes vliegen voornamelijk in juni en juli en af en toe aan het einde van  augustus. De soort vliegt relatief langzaam en laag en zakt vaak in de vegetatie als hij zich bedreigd voelt. De rups leeft van beemdgras  en bosgierstgras.
Alleen de vrouwtjes drinken nectar. De mannetjes vliegen rond. Toch rusten ze om de paar meter. Tijdens zijn vluchten is hij zoek naar de pas uitgekomen vrouwtjes. De vrouwtjes brengen de meeste tijd door tussen grasstengels.

## Verspreiding en leefgebied
Het koevinkje komt in heel Europa voor en leeft op vochtige of ruige graslanden en grazige plekken met struiken of open plekken in bossen. De vlinder komt zeer vaak voor aan bosranden en braamstruiken.
De soort is vaak te vinden bij akkerdistel, kale jonker, wilde marjolein, bergknautia en berenklauw, zijn de favoriete voedselplanten van de imago's. Ook planten van de valeriaanfamilie en tijm zijn bij  koevinkjes in trek.

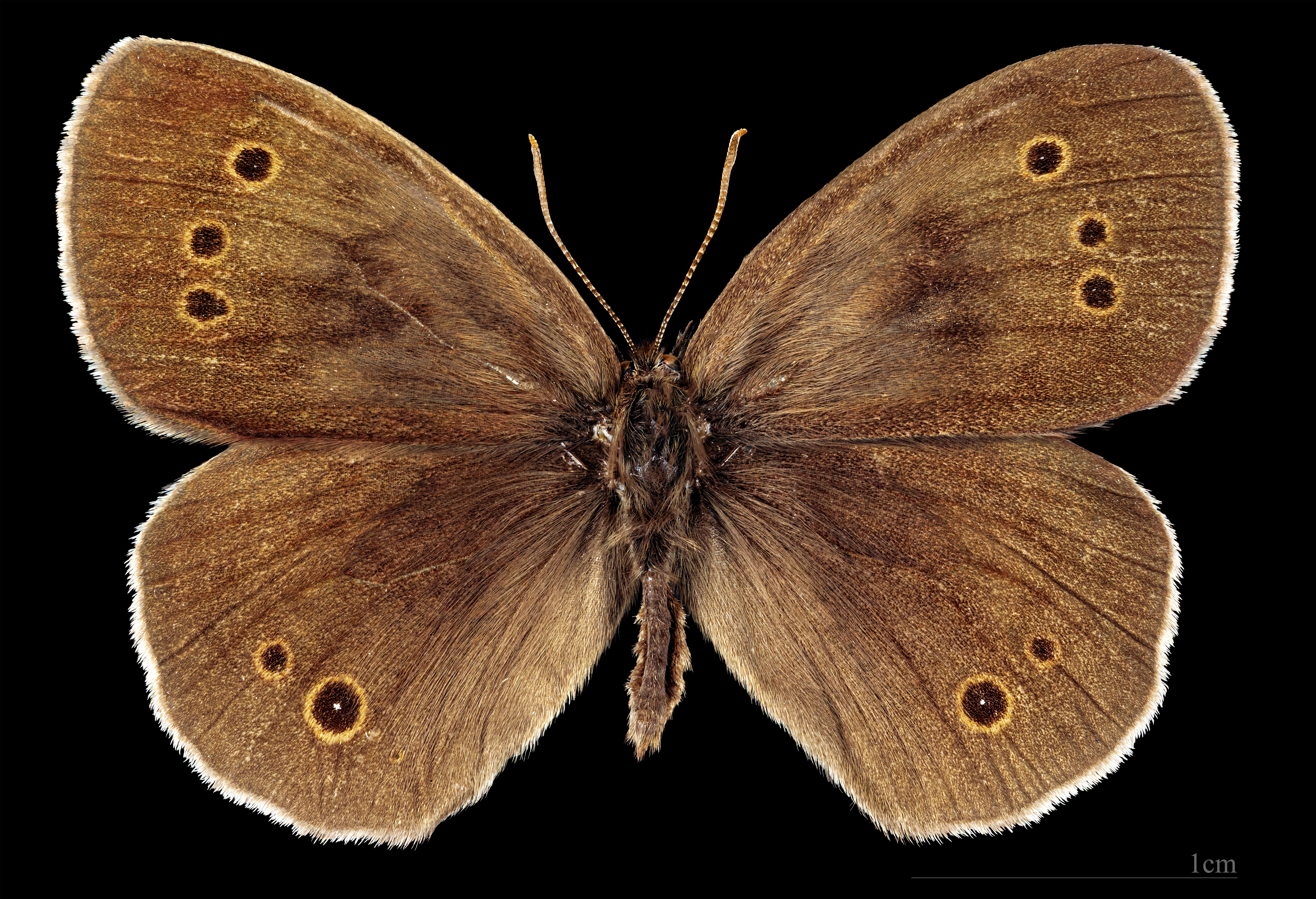
♂
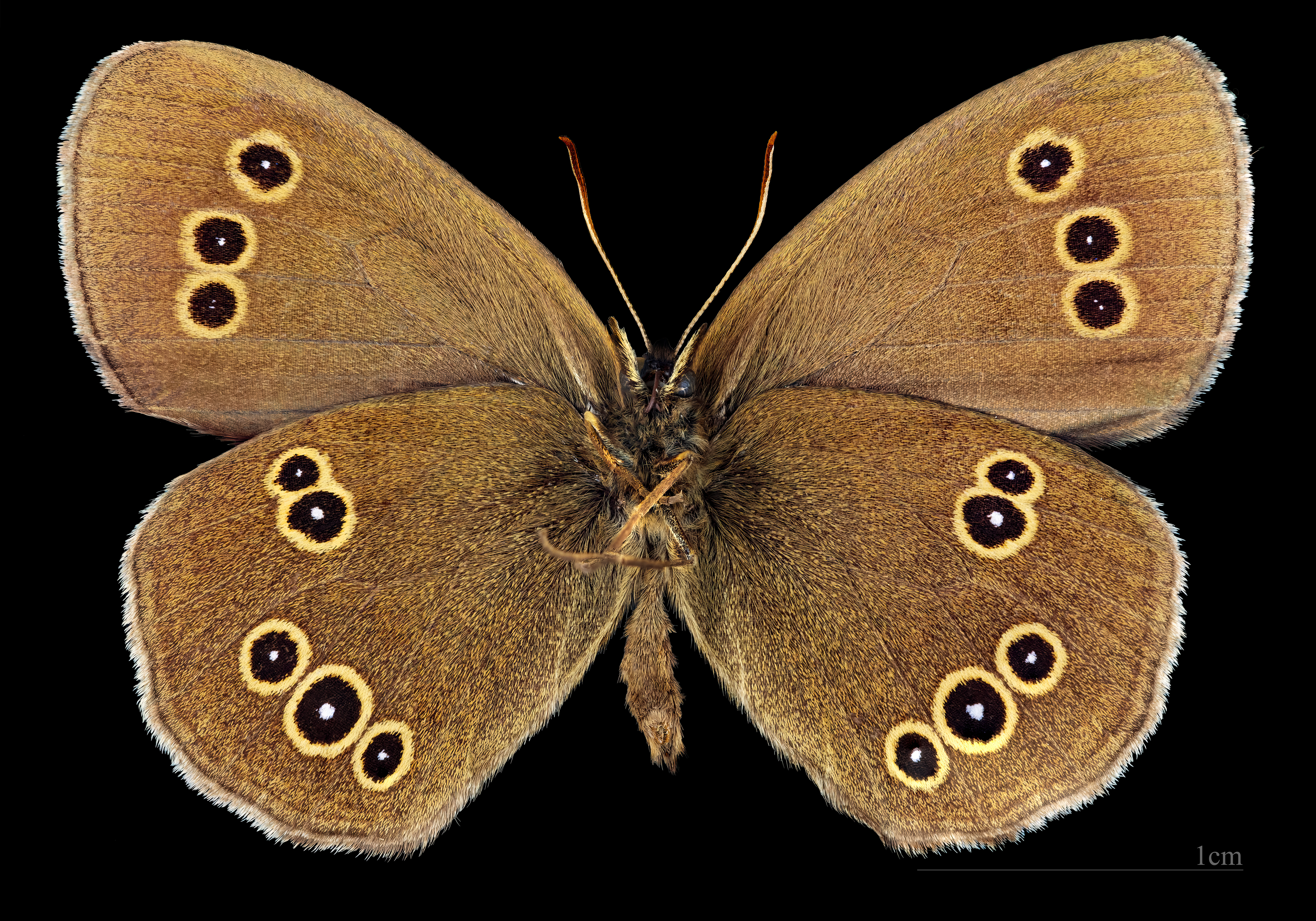
♂ △

## Waardplanten
De rupsen leven op diverse grassoorten zoals witbol, smele, kropaar en zwenkgras. 